# Meilenstein (Reuden)

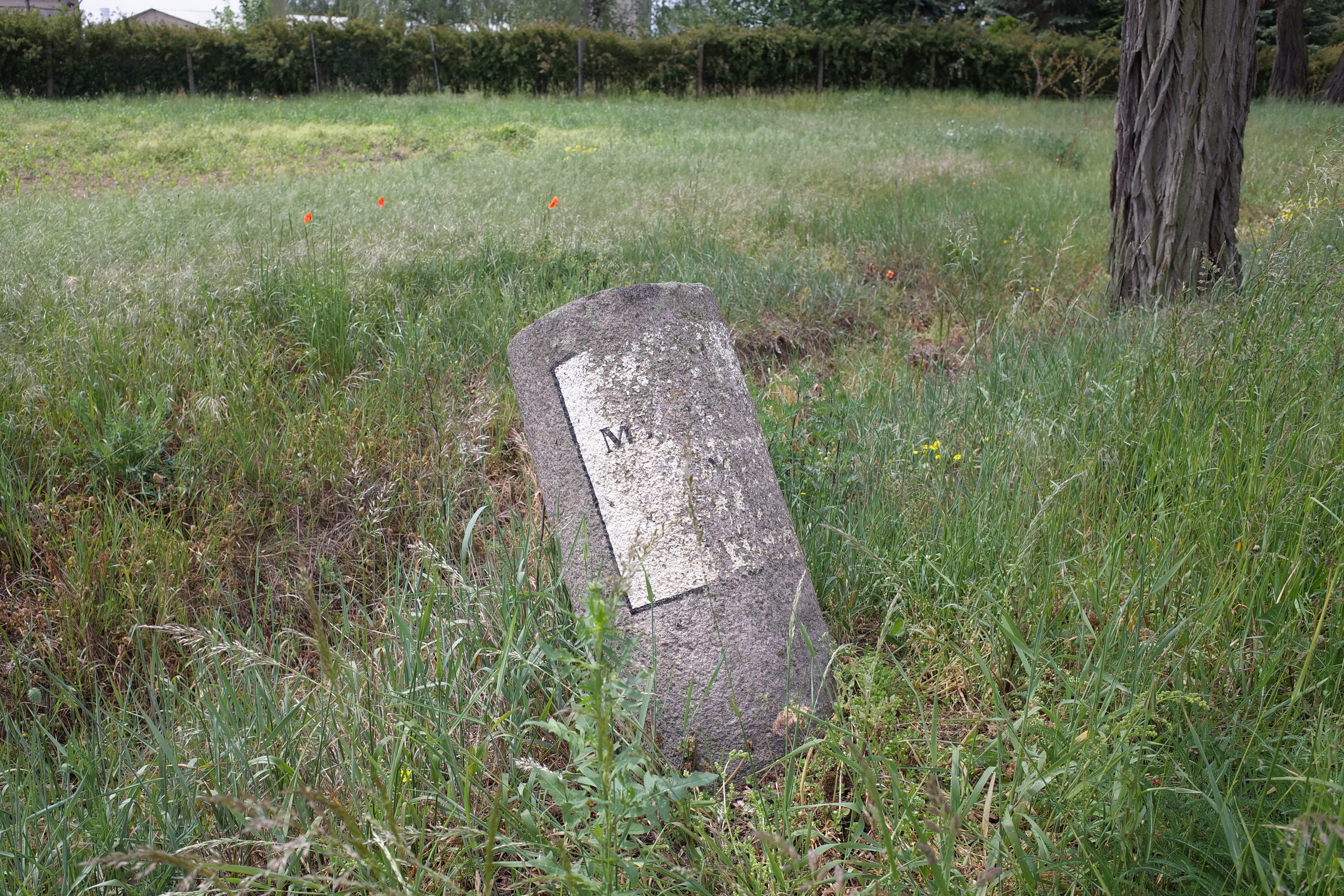
Anhaltischer Meilenstein bei Reuden

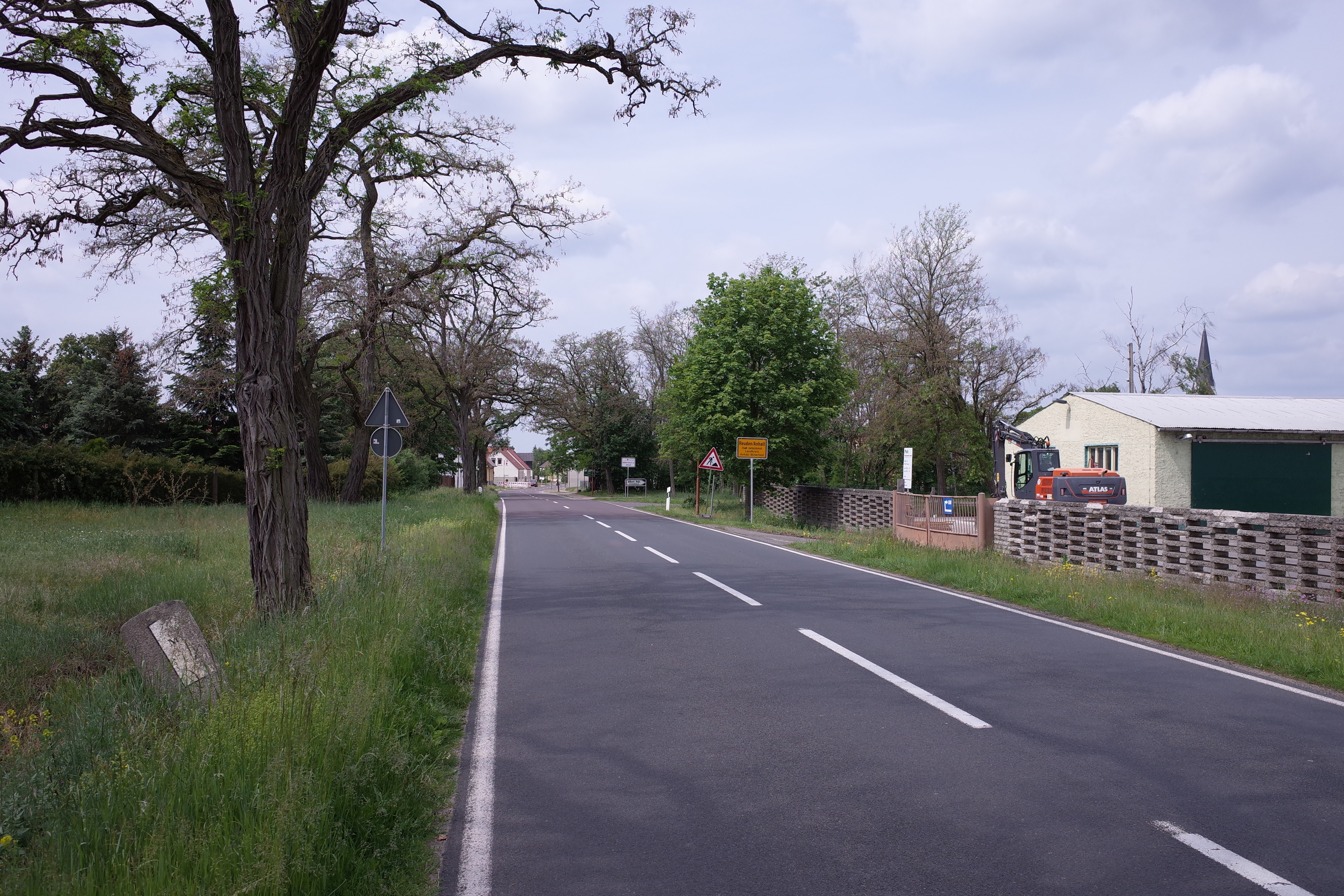
Blick zum Ort von Osten

Der Meilenstein bei Reuden ist ein Kleindenkmal in der Stadt Zerbst/Anhalt im Landkreis Anhalt-Bitterfeld in Sachsen-Anhalt. Er steht wie alle Meilensteine unter Denkmalschutz, ist aber im Denkmalverzeichnis nicht zu finden.

## Lage
Am östlichen Ortsausgang von Reuden/Anhalt auf der südlichen Straßenseite zwischen zwei Bäumen. Die heutige Bundesstraße 246, an der der Stein steht, ist eine spätere Schaffung. Die Inschrift verbindet den Stein mit der Landesstraße 57, der Verbindung über Gollbogen nach Zerbst. Bei Gollbogen befindet sich daher auch der I-Myriameter-Stein.

## Geschichte und Gestalt
Kurz nach 1850 bekamen alle wichtigeren Straßen in Anhalt in regelmäßigen Abständen Meilensteine, deren Zählung am Schloss in Dessau begann. Ihr Aussehen richtete sich nach dem damals aktuellen preußischen Modell des Rundsockelsteins, ihre Abstände voneinander entsprachen der preußischen Meile. Mit der Umstellung des Längenmaßes auf den Kilometer im Zuge der Gründung des Deutschen Kaiserreiches musste Anhalt zweimal neu vermessen werden, da zunächst ein Kompromiss gefunden wurde, der die preußische Meile (7532 Meter) auf 7500 Meter abrundete. Nach der ersten Vermessung wurden die Steine lediglich minimal umgestellt.
Bei der Umstellung auf Kilometer infolge der zweiten Vermessung mussten aber teils neue Steine geschaffen werden, da man im ehemaligen Fürstentum Anhalt-Zerbst Myriametersteine, also Steine aller 10.000 Meter, bevorzugte. Dafür standen zwar theoretisch ausreichend Meilensteine zur Verfügung, da es sich um Ganzmeilensteine handelte, aber scheinbar waren nicht mehr alle Steine vorhanden. Während in anderen Teilen Anhalts die Meilensteine an ihren Plätzen belassen und neu beschriftet wurden, siehe etwa den Stein bei Porst, scheint man sie in Anhalt-Zerbst tatsächlich ein zweites Mal umgestellt zu haben, da sie heute in 10-Kilometer-Abständen stehen.
Da diese genauso aussehen wie die Meilensteine, ist es schwierig, sie voneinander zu unterscheiden. Mehrheitlich muss aber angenommen werden, dass die Meilensteine wiederverwendet wurden und Neuschaffungen nur die Ausnahme darstellen. Der Mittelpunkt dieser Aufstellung als Myriametersteine war Zerbst, obwohl dieses seine Funktion als Hauptresidenz längst verloren hatte. Dies war durch nun auch hier gültige Gesetze möglich geworden, nach denen sehr viel mehr Orte den Nullpunkt darstellen konnten, was in Preußen schon seit den 1830er Jahren möglich war. Daher ist der Stein in seiner heutigen Gestalt ein Myriameterstein, wie die Inschrift II Myriameter von Zerbst belegt. Sie wurde im Jahr 2000 erneuert, obwohl sie nicht mehr sicher zu entziffern war. Der 90 Zentimeter hohe Stein besteht aus Granit.